# Р404 (Росія)
Автошлях Р404 (Тюмень — Тобольськ — Ханти-Мансійськ) — автомобільна дорога федерального значення. Це єдина федеральна автомобільна дорога, яка сполучає Тюменську область з ХМАО.

## Історія
На 1809 рік, маршрут від Тюмені до Тобольська ставився до т.п. н. головною поштовою дорогою, а шлях далі до Самарівського яма та Сургута — до повітової поштової дороги. Тракт йшов від Тюмені вздовж лівого берега річки Тура через село Велижанське, село Созонове, слободу Покровську, село Южакове. Потім перетинав річку Тобол, заходив в Євлево, після чого слід знову переправлятися через Тобол відразу за гирлом річки Тавди в районі Бачеліно.
Станом на 1903 рік, дорога до Тобольська належала до поштового тракту Тобольськ — Тюмень — Туринськ. Тракт йшов наступним маршрутом: від Тюмені вздовж правого берега Тури вниз за течією через села Антипіно та Мальково, потім здійснювалася переправа на лівий берег біля села Созонове. Після цього дорога йшла повз Покровський, Яркове, Южакове і Артамонове до переправи через Тобол. Переправа здійснювалася біля села Євлево, після неї тракт йшов уздовж правого берега Тобола (через Караульнояр, Шатанове, Бачелине, Байкалове, Кутарбитку, Карачино) аж до переправи через Іртиш біля Тобольська.
У 1910 році Тюменська міська Дума ухвалила рішення перенести напрямок тракту на село Бірки. Нова ділянка була збудована у 1910—1917 роках. З того часу дорога через Борки називається Тобольським трактом, а через Мальково — Старим Тобольським трактом.
Сухопутне сполучення між Тобольськом та сучасним Ханти-Мансійськом здійснювалося дільницею поштового тракту Тобольськ—Самарово—Березів.

## Відомі події
- У ніч на 20 липня 2015 року внаслідок сильного дощу розмило дорожнє полотно на 447 км траси. Через ями, що утворилася, завдовжки 30 м і глибиною 7 м рух перекрили на добу. Однак насипану за цей час тимчасову греблю також почало підмивати, і закінчення ремонту довелося перенести на 25 липня. В результаті в пробці застрягло понад 700 автомобілів[6].
- 4 грудня 2016 року на 926 км траси тягач «Volvo» зіткнувся з автобусом, на якому з Ханти-Мансійська до Нефтеюганська поверталися вихованці та тренери спортивної школи «Сибіряк». Внаслідок ДТП загинули 12 осіб, у тому числі 10 дітей[7]. Відразу після аварії глава російського уряду Д. Медведєв віддав доручення проаналізувати законодавство щодо перевезення дітей[8].